# 恋はチクチク
「恋はチクチク」は、1975年12月25日にRCAから発売されたリトル・ギャングの2枚目のシングルである。

## 概要
曽我が声変わりになり最後のシングルとなり、
2人のメンバーを加入してギャングスとして活動してゆくが途中で、もう2人のメンバーが加入してANKHとして活動してゆくとなる。
- 2022年3月時点、未CD 化。

## 収録曲
1. 恋はチクチク [2:48]
作詞:たかたかし/作曲・編曲:馬飼野康二
2. 幼な友だち [2:20]
作詞:たかたかし/作曲:羽根田武邦/編曲:馬飼野康二